# Katarina Ježić
Katarina Ježić (Fiume, 1992. december 19. –) Európa-bajnoki bronzérmes horvát válogatott kézilabdázó, beálló, a román Dunărea Brăila játékosa.

## Pályafutása

### Klubcsapatokban
Pályafutását a Novi Vinodolvski csapatában kezdte, gyerekkorában úszott is. 2011-ben került az RK Lokomotiva Zagrebhez, majd egy év elteltével a montenegrói Budućnost Podgoricához. Háromszor nyert bajnoki címet a csapattal, 2014-ben pedig ezüstérmet szerzett a Bajnokok Ligájában. A 2015–2016-os szezonban a román HCM Baia Mare játékosa volt. 2016 második felében térsérülése miatt nem tudott csapata rendelkezésére állni. 2017 januárjában igazolta le a Siófok KC a távozó Asma Elghaoui helyére. 2018 áprilisában szerződést hosszabbított a klubbal. 2022-ben igazolt a török bajnok, BL-résztvevő Kastamonu Belediyesi GSK-hoz.

### A válogatottban
A 2011-es junior-világbajnokság legjobb beállójának választották. A horvát felnőtt válogatottban is 2011-ben mutatkozott be. Részt vett a 2014-es Európa-bajnokságon.

## Sikerei, díjai
- EHF-kupa-győztes: 2018–19
- A Handball-Planet.com szavazásán a legjobb utánpótláskorú beálló játékos: 2013–14[8]
- 2020-as női kézilabda-Európa-bajnokság  Bronzérmes